# 407 Arachne
407 Arachne là một tiểu hành tinh lớn ở vành đai chính. Nó được xếp loại tiểu hành tinh kiểu C, có thành phần cấu tạo dường như bằng vật liệu cacbonat.
Tiểu hành tinh này do Max Wolf phát hiện ngày 13.10.1895 ở Heidelberg và được đặt theo tên Arachne trong thần thoại Hy Lạp.